# Максатишки рејон
Максатишки рејон (рус. Максатихинский район) административно-територијална је јединица другог нивоа и општински рејон на североистоку Тверске области, у европском делу Руске Федерације.
Административни центар рејона је варошица Максатиха. Према проценама националне статистичке службе Русије за 2014. на територији рејона је живело 15.495 становника или у просеку око 5,60 ст/км².

## Географија
Максатишки рејон обухвата територију површине 2.766 км² и територијално међу рејонима је средње величине у Тверској области (од укупно 36 рејона). Граничи се са укупно 9 рејона Тверске области, и то са Сандовским и Лесновским рејоном на северу, на западу су Удомљански, Вишњеволочки и Спировски, а на југу Лихослављански и Рамешки рејон. На истоку су Бежецки и Молоковски рејон.
Географијом рејона доминира густа речна мрежа чија основа је река Молога са својом притоком Волчином.

## Историја
Максатишки рејон је успостављен 12. јула 1929. као административна целина тадашњег бежечког округа Московске области. У границама Тверске области је од њеног оснивања 1935. године (основана под именом Калињинска област).

## Демографија и административна подела
Према подацима пописа становништва из 2010. на територији рејона је живело укупно 16.723 становника, док је према процени из 2014. ту живело 15.496 становника, или у просеку 5,60 ст/км².
| 1959. | 1970. | 1979. | 1989.  | 2002.  | 2010.  | 2014.   |
| ----- | ----- | ----- | ------ | ------ | ------ | ------- |
| ---   | ---   | ---   | 24.414 | 20.644 | 16.723 | 15.496* |

Напомена: према процени националне статистичке службе.
На подручју рејона постоје укупно 292 сеоска и једно градско насеље подељених на 12 сеоских и једну градску општину. Једино насељено место урбаног типа је варошица Максатиха која је уједно и административни центар рејона. У Максатихи живи више од половине укупне рејонске популације.